# Équipe de Gibraltar de football
Cet article traite de l'équipe masculine. Pour l'équipe féminine, voir Équipe de Gibraltar féminine de football.
Maillots
Actualités
L'équipe de Gibraltar de football est une sélection contrôlée par la Fédération de football de Gibraltar (Gibraltar Football Association), membre de la FIFA et de l'UEFA. 
L'équipe joue ses matchs à domicile au Victoria Stadium à Gibraltar et au stade de l'Algarve au Portugal.
Elle est la 2e plus petite des 55 sélections membres de l'UEFA quant au nombre d'habitants (seul Saint-Marin a une population plus réduite) et la plus petite en termes de superficie,.

## Histoire

### Débuts hors UEFA (1923-2007)
On peut estimer que l'histoire de l'équipe de Gibraltar a commencé en avril 1923, lorsque celle-ci se rendit à Séville pour jouer deux rencontres amicales contre le club de la ville. Gibraltar perdit ces deux matchs.
Sa première participation à une compétition eut lieu en 1993, lors des Jeux des Îles. L'équipe de Gibraltar termina à la dernière place, perdant tous ses matchs et ne marquant qu'un seul but.
Les joueurs de Gibraltar réalisèrent de meilleures performances lors d'autres Jeux des Îles, ceux de 1995 qui furent organisés à Gibraltar. Malgré une défaite lors du match d'ouverture face au Groenland, ils faillirent remporter leur premier titre, mais durent se contenter de la deuxième place, après un échec face à l'Île de Man.
En 2007, ils remportèrent les Jeux des Îles pour la première fois face à Rhodes, sur le score de 4 buts à 0.

### Premiers matchs officiels à la suite de l'admission à l'UEFA et à la FIFA (2013-)

#### Admission à l'UEFA le 24 mai 2013
Lors du congrès de l'Union des associations européennes de football en janvier 2007, la Fédération de football de Gibraltar demande à être membre de l'UEFA, malgré l'opposition politique de l'Espagne, mais l'UEFA refuse d'intégrer Gibraltar dans ses rangs. 
Le 1er octobre 2012, Gibraltar devient finalement membre provisoire à la suite d'une décision du Tribunal arbitral du sport rendue en août 2011.
Le 24 mai 2013, l'UEFA admet Gibraltar, qui devient ainsi la 54e association membre.
Gibraltar joue son premier match officiel le 19 novembre 2013 contre la Slovaquie, qui se solde par un score nul et vierge (0-0), à Faro au Portugal dans le stade de l'Algarve où moins de 500 habitants de Gibraltar font le voyage.
Le Victoria Stadium, 5 000 places, n'est pas aux normes, et la fédération a choisi cet exil au Portugal, ainsi que la construction d'un nouveau stade de 10 000 places. Le choix se porte un temps sur un stade de 8 000 places, le minimum requis par l'UEFA, avec le projet du nouvel Europa Point Stadium, qui est par la suite annulé pour être remplacé par un projet de modernisation du Victoria Satdium.
Pour son deuxième match officiel, Gibraltar rencontre les îles Féroé le 1er mars 2014. La sélection joue ensuite deux matchs amicaux contre l'Estonie le 5 mars et le 26 mai 2014.
Le 4 juin 2014, l'équipe de Gibraltar bat Malte 1-0 et signe sa première victoire sous l'égide de l'UEFA,.
En septembre 2014, l'équipe prend part aux éliminatoires du championnat d'Europe de football 2016. Pour son tout premier match « officiel en compétition », elle affronte la Pologne. Cette rencontre est remportée par l'équipe de Pologne sur le score de 0 à 7, après que Gibraltar a été mené seulement d'un but à la mi-temps. En octobre, Gibraltar perd son 2e match dans ces éliminatoires face à l'Irlande sur le même score de 7 à 0. Elle perd trois jours après contre la Géorgie (3-0) puis en novembre contre l'Allemagne (4-0), alors 1er pays au classement de la FIFA. Il faut attendre le 29 mars 2015 pour le premier but officiel de cette équipe au cours de son match contre l'Écosse (1-6), but de Lee Casciaro, frère de Kyle et de Ryan qu'il retrouve à ses côtés dans la sélection nationale. Elle s'incline finalement dans chacune des rencontres du groupe en inscrivant au total deux buts (le deuxième survient lors de la défaite 1-8 en Pologne) mais en encaissant 56 buts, dépassant le précédent record détenu par Saint-Marin qui était de 53 buts encaissés en 10 matchs de qualification pour une phase finale de Championnat d'Europe.

#### Admission à la FIFA le 13 mai 2016
Le 13 mai 2016, Gibraltar est admis comme 211e membre de la FIFA. Ainsi pour la première fois, Gibraltar pourra prendra part aux éliminatoires de la Coupe du Monde de football 2018. L'équipe a été placée dans le groupe H avec la Belgique, la Bosnie-Herzégovine, la Grèce, l'Estonie et Chypre. Le placement « arbitraire » dans ce groupe H fait suite à l'admission simultanée du Kosovo comme membre de la FIFA, et à l'impossibilité de placer cette dernière dans le groupe de la Bosnie-Herzégovine pour raisons politiques. Gibraltar perd l'intégralité de ses rencontres mais réussit à inscrire trois buts, lors des deux rencontres contre Chypre (1-3 à l'extérieur et 1-2 à domicile) et à domicile contre la Grèce (1-4), pour 47 buts encaissés.
Le 25 mars 2018 Gibraltar connait sa première victoire à la suite de son intégration à la FIFA  lors d'un match amical l'opposant à la Lettonie, grâce à un but de Liam Walker.
La première victoire de l'histoire de Gibraltar en compétition officielle intervient à l'occasion de la première édition de Ligue des nations, à l'extérieur contre l'Arménie (1-0) grâce à un penalty converti par Joseph Chipolina à la 50e minute de jeu, le 13 octobre 2018. L'équipe enchaîne avec un deuxième succès consécutif trois jours plus tard, à domicile contre le Liechtenstein (2-1) et termine finalement à la 3e place du groupe 4 de la Ligue D, devant le Liechtenstein avec deux points de plus que son rival grâce à ces deux succès.
Lors des éliminatoires de l'Euro 2021, Gibraltar perd chacune de ses huit rencontres dont certaines sur un score lourd comme face au Danemark (0-6 à chaque fois) ou à la Suisse (0-4 à l'extérieur à l'aller, 1-6 à domicile au retour). Toutefois, la sélection inscrit 3 buts, à domicile contre la Suisse (1-6) et surtout 2 contre la Géorgie (2-3) qui est une équipe pourtant réputée pour sa solidité défensive, contre 31 réalisations encaissées. Elle a en outre affiché une belle résistance face à l'Irlande, huitième de finaliste du dernier Euro, en s'inclinant à chaque fois d'une courte tête (0-1 à domicile à l'aller et 0-2 à l'extérieur au retour) alors qu'elle avait subi deux revers sur des scores fleuves face à ce même adversaire lors des éliminatoires de l'Euro 2016.
Lors de l'édition 2020-2021 de Ligue des nations, Gibraltar obtient une promotion historique en Ligue C en terminant en tête de sa poule et invaincu, grâce à deux succès (1-0 à domicile contre Saint-Marin et sur la pelouse du Liechtenstein) et deux matchs nuls (0-0 à Saint-Marin et 1-1 à domicile contre le Liechtenstein). Lors de l'édition suivante, Gibraltar réalise un nouvel exploit en tenant en échec à domicile la Bulgarie (1-1), le capitaine Liam Walker ayant égalisé sur penalty à la 61e minute, inscrivant son premier point pour sa première participation à la Ligue C. L'équipe finit toutefois à la dernière place de son groupe avec un point grâce à ce score de parité contre les Bulgares, pour 5 défaites dans les autres rencontres ; et disputera un barrage de relégation sous format aller-retour contre la Lituanie. Gibraltar perd chacune de ces rencontres sur la plus petite des marges (0-1 à l'aller comme au retour) et retrouve en Ligue D Saint-Marin et le Liechtenstein comme lors de la 2e édition.
Le 18 novembre 2023, lors des éliminatoires de l'Euro 2024, Gibraltar subit la plus lourde défaite de son histoire en s'inclinant en France sur le score extrême de 14-0. La sélection n'a pas réussi à inscrire le moindre but et a terminé avec 8 défaites en autant de rencontres disputées et 41 réalisations encaissées.
Le 6 juin 2024, lors d'un match amical, un Gibraltar largement remanié a tenu le Pays de Galles en échec 0-0 à l'Estádio Algarve, un résultat qui a été décrit comme « embarrassant » pour l'équipe à l'extérieur, et qui s'est avéré être le dernier match du manager gallois Rob Page avant qu'il ne soit limogé.
Après une campagne décevante de l'UEFA Nations League 2024-25, Julio Ribas a quitté son poste d'entraîneur principal le 26 février 2025.

## Palmarès
| Année              | 2016 | 2017 | 2018 | 2019 | 2020 | 2021 | 2022 | 2023 | 2024 |
| ------------------ | ---- | ---- | ---- | ---- | ---- | ---- | ---- | ---- | ---- |
| Classement mondial | 205  | 206  | 194  | 196  | 195  | 203  | 200  | 201  | 196  |

- Jeux des Îles 1995 : 2e
- Tournoi GFA 2004 : Vainqueur
- FIFI Wild Cup 2005 : 3e
- Jeux des Îles 2007 : Vainqueur
- JFA International Football Tournament 2008 : 3e

### Parcours enCoupe du monde
| Année | Position     |      | Année        | Position |                        | Année | Position |
| 1930  | Non inscrite | 1974 | Non inscrite | 2010     | Non inscrite           |       |          |
| 1934  | Non inscrite | 1978 | Non inscrite | 2014     | Non inscrite           |       |          |
| 1938  | Non inscrite | 1982 | Non inscrite | 2018     | Non qualifiée          |       |          |
| 1950  | Non inscrite | 1986 | Non inscrite | 2022     | Non qualifiée          |       |          |
| 1954  | Non inscrite | 1990 | Non inscrite | 2026     | Éliminatoires en cours |       |          |
| 1958  | Non inscrite | 1994 | Non inscrite | 2030     | À venir                |       |          |
| 1962  | Non inscrite | 1998 | Non inscrite | 2034     | À venir                |       |          |
| 1966  | Non inscrite | 2002 | Non inscrite |          |                        |       |          |
| 1970  | Non inscrite | 2006 | Non inscrite |          |                        |       |          |

| Année       | Parcours              | Classement   | J            | G            | N            | P            | Bp           | Bc           | Diff.        |
| ----------- | --------------------- | ------------ | ------------ | ------------ | ------------ | ------------ | ------------ | ------------ | ------------ |
| 1930 - 2014 | Non inscrite          | Non inscrite | Non inscrite | Non inscrite | Non inscrite | Non inscrite | Non inscrite | Non inscrite | Non inscrite |
| 2018        | Non qualifié          | 6/6          | 10           | 0            | 0            | 10           | 3            | 47           | -44          |
| 2022        | Non qualifié          | 6/6          | 10           | 0            | 0            | 10           | 4            | 43           | -39          |
| 2026        | Éliminatoire en cours | 5/5          | 4            | 0            | 0            | 4            | 2            | 16           | -14          |
| 2030        | À venir               | À venir      | À venir      | À venir      | À venir      | À venir      | À venir      | À venir      | À venir      |
| Total       | Total                 | Total        | 14           | 0            | 0            | 14           | 9            | 106          | -97          |

### Parcours enChampionnat d'Europe
| Année | Position     |      | Année        | Position |               | Année | Position |
| 1960  | Non inscrite | 1988 | Non inscrite | 2016     | Non qualifiée |       |          |
| 1964  | Non inscrite | 1992 | Non inscrite | 2020     | Non qualifiée |       |          |
| 1968  | Non inscrite | 1996 | Non inscrite | 2024     | Non qualifiée |       |          |
| 1972  | Non inscrite | 2000 | Non inscrite | 2028     | À venir       |       |          |
| 1976  | Non inscrite | 2004 | Non inscrite | 2032     | À venir       |       |          |
| 1980  | Non inscrite | 2008 | Non inscrite |          |               |       |          |
| 1984  | Non inscrite | 2012 | Non inscrite |          |               |       |          |

| Année       | Parcours     | Classement  | J           | G           | N           | P           | Bp          | Bc          | Diff.       |
| ----------- | ------------ | ----------- | ----------- | ----------- | ----------- | ----------- | ----------- | ----------- | ----------- |
| 1960 - 2012 | Non inscrit  | Non inscrit | Non inscrit | Non inscrit | Non inscrit | Non inscrit | Non inscrit | Non inscrit | Non inscrit |
| 2016        | Non qualifié | 6/6         | 10          | 0           | 0           | 10          | 2           | 56          | -54         |
| 2020        | Non qualifié | 5/5         | 8           | 0           | 0           | 8           | 3           | 31          | -28         |
| 2024        | Non qualifié | 5/5         | 8           | 0           | 0           | 8           | 0           | 41          | -41         |
| 2028        | À venir      | À venir     | À venir     | À venir     | À venir     | À venir     | À venir     | À venir     | À venir     |
| 2032        | À venir      | À venir     | À venir     | À venir     | À venir     | À venir     | À venir     | À venir     | À venir     |
| Total       | Total        | Total       | 26          | 0           | 0           | 26          | 5           | 128         | -123        |

### Parcours enLigue des nations
| Édition   | Ligue | Phase de Groupe | Phase de Groupe | Phase de Groupe | Phase de Groupe | Phase de Groupe | Phase de Groupe | Phase de Groupe | Phase finale | Phase finale | Phase finale | Phase finale | Phase finale | Phase finale | Phase finale | Phase finale |
| Édition   | Ligue | Class.          | M               | V               | N               | D               | bp              | bc              | Pays hôte    | Résultat     | M            | V            | N            | D            | bp           | bc           |
| --------- | ----- | --------------- | --------------- | --------------- | --------------- | --------------- | --------------- | --------------- | ------------ | ------------ | ------------ | ------------ | ------------ | ------------ | ------------ | ------------ |
| 2018-2019 | D     | 3/4             | 6               | 2               | 0               | 4               | 5               | 15              | 2019         | Inéligible   | Inéligible   | Inéligible   | Inéligible   | Inéligible   | Inéligible   | Inéligible   |
| 2020-2021 | D     | 1/3             | 4               | 2               | 2               | 0               | 3               | 1               | 2021         | Inéligible   | Inéligible   | Inéligible   | Inéligible   | Inéligible   | Inéligible   | Inéligible   |
| 2022-2023 | C     | 4/4             | 6               | 0               | 1               | 5               | 3               | 18              | 2023         | Inéligible   | Inéligible   | Inéligible   | Inéligible   | Inéligible   | Inéligible   | Inéligible   |
| 2024-2025 | D     | 2/3             | 4               | 1               | 3               | 0               | 4               | 3               | 2025         | Inéligible   | Inéligible   | Inéligible   | Inéligible   | Inéligible   | Inéligible   | Inéligible   |
| Total     | Total | Total           | 20              | 5               | 6               | 9               | 15              | 37              | Total        | Total        | 0            | 0            | 0            | 0            | 0            | 0            |

## Personnalités emblématiques

### Sélectionneurs

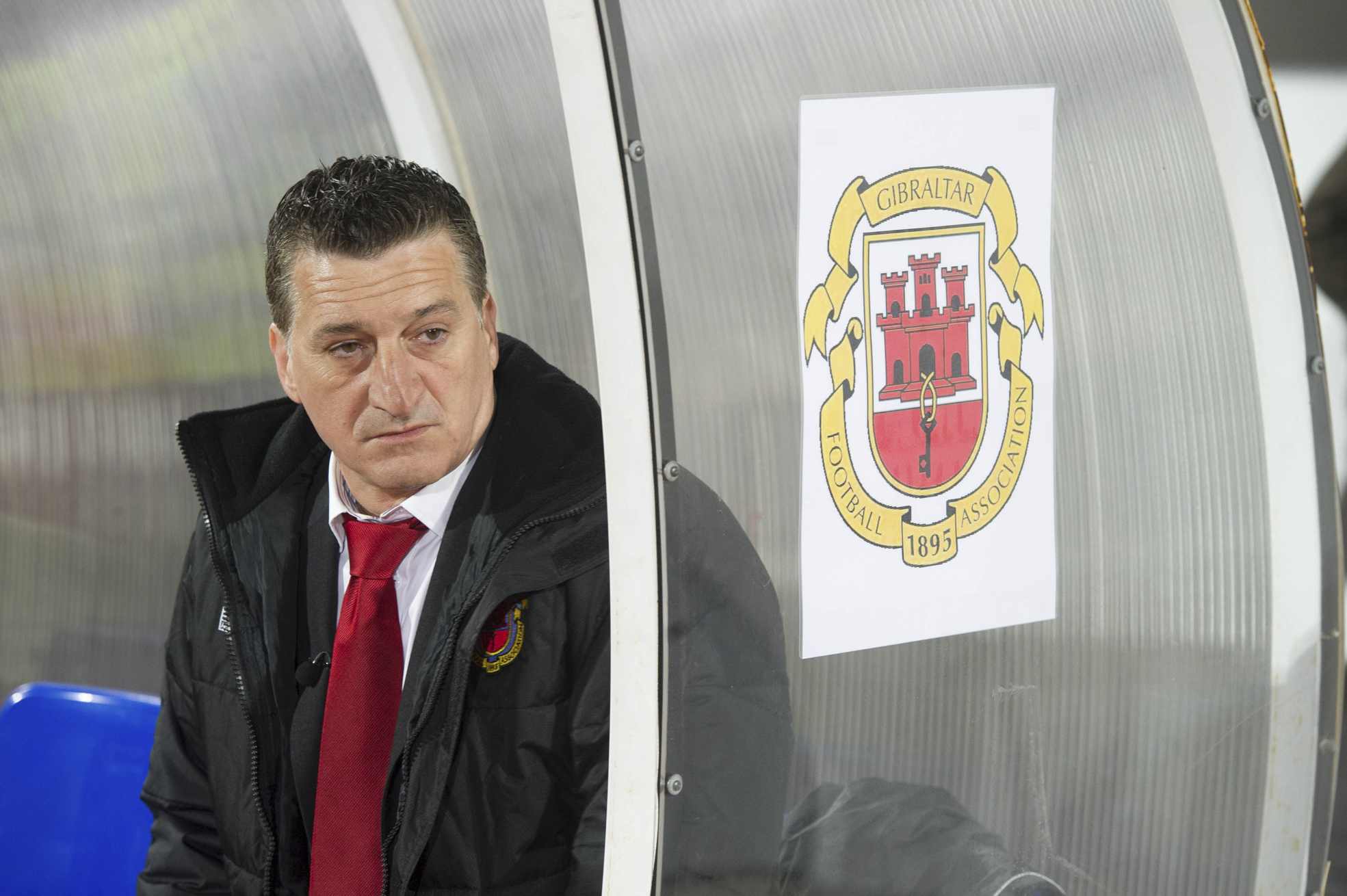
Allen Bula entraîne Gibraltar de 2010 à 2015.

De son admission à l'UEFA en 2013 jusqu'en mars 2015, la sélection gibraltarienne est entraîné par Allen Bula. Après le licenciement de ce dernier, l'intérim est assuré par ses adjoints David Wilson et Aaron Edwards. En juillet 2015, l'anglais Jeff Wood est nommé sélectionneur. L'Uruguayen Julio Ribas reprend ensuite la sélection en juin 2018.
| Sélectionneur          | Période   | Matchs | Gagnés | Nuls | Perdus | BP | BC  | DB   | Gagnés% | Nuls%   | Perdus% |
| ---------------------- | --------- | ------ | ------ | ---- | ------ | -- | --- | ---- | ------- | ------- | ------- |
| Allen Bulla            | 2013-2015 | 9      | 1      | 2    | 6      | 3  | 28  | -25  | 11,11   | 22,22   | 66,67   |
| David Wilson (intérim) | 2015      | 3      | 0      | 0    | 3      | 1  | 17  | -16  | 0       | 0       | 100     |
| Jeff Wood              | 2015-2018 | 17     | 0      | 1    | 16     | 4  | 79  | -75  | 0       | 5,88    | 94,11   |
| Desi Curry (intérim)   | 2018      | 1      | 1      | 0    | 0      | 1  | 0   | 1    | 100     | 0       | 0       |
| Julio Ribas            | 2018-2025 | 64     | 8      | 11   | 45     | 27 | 175 | -148 | 12,5    | 17,1875 | 70,3125 |
| Scott Wiseman          | 2025-     | 4      | 0      | 0    | 4      | 2  | 16  | -14  | 0       | 0       | 100     |
| TOTAL                  | 2013-2025 | 98     | 10     | 14   | 74     | 38 | 315 | -277 | 10,204  | 14,28   | 75,51   |

### Joueurs

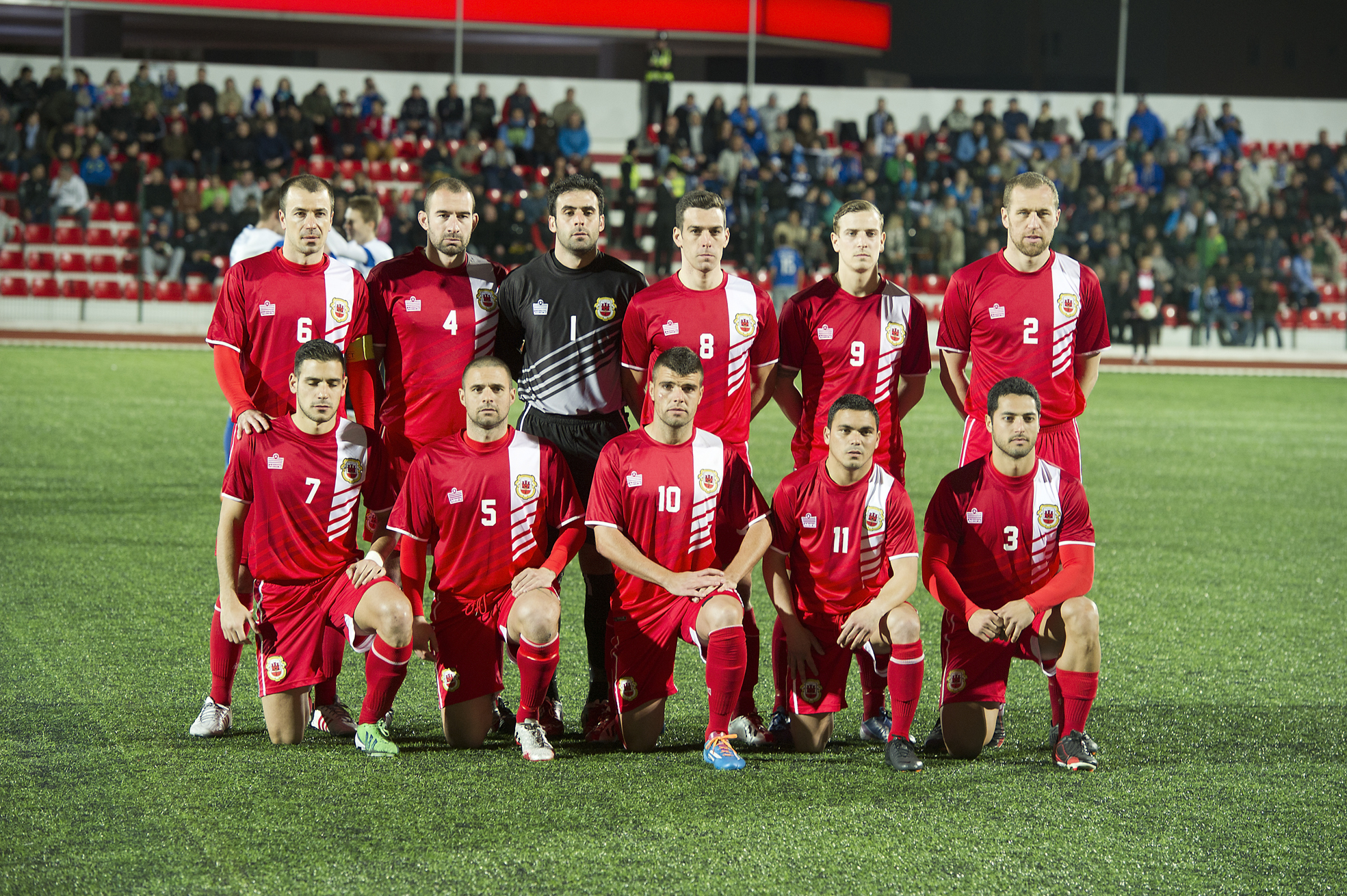
La sélection gibraltarienne au Victoria Stadium en mars 2014.

#### Les plus sélectionnés
Au 18 juin 2025
Les joueurs ayant le même nombre de sélections sont classés par ordre chronologique.
| #  | Nom              | Débuts en | Sélections | Buts |
| -- | ---------------- | --------- | ---------- | ---- |
| 1  | Liam Walker      | 2013-     | 88         | 8    |
| 2  | Roy Chipolina    | 2013-2024 | 75         | 5    |
| 3  | Lee Casciaro     | 2014-     | 66         | 3    |
| 4  | Jayce Olivero    | 2016-     | 63         | 0    |
| 5  | Joseph Chipolina | 2013-     | 61         | 2    |
| 5  | Jack Sergeant    | 2013-     | 61         | 0    |
| 7  | Louie Annesley   | 2018-     | 52         | 1    |
| 7  | Tjay De Barr     | 2018-     | 52         | 3    |
| 9  | Ethan Britto     | 2018-     | 46         | 1    |
| 10 | Kian Ronan       | 2020-     | 41         | 0    |

#### Meilleurs buteurs
Au 18 juin 2025
Les joueurs ayant le même nombre de buts sont classés en fonction de leur moyenne buts/matchs.
| # | Nom              | Débuts en | Buts | Sélections | Moyenne Buts/Matchs |
| - | ---------------- | --------- | ---- | ---------- | ------------------- |
| 1 | Liam Walker      | 2013-     | 8    | 88         | 0,09                |
| 2 | Roy Chipolina    | 2013-2024 | 5    | 75         | 0,07                |
| 3 | Reece Styche     | 2014-2023 | 3    | 31         | 0,1                 |
| 3 | Tjay De Barr     | 2018-     | 3    | 52         | 0,06                |
| 3 | Lee Casciaro     | 2014-     | 3    | 66         | 0,05                |
| 6 | Dan Bent         | 2024-     | 2    | 9          | 0,29                |
| 6 | Jake Gosling     | 2014-2018 | 2    | 12         | 0,17                |
| 6 | James Scanlon    | 2024-     | 2    | 14         | 0,14                |
| 6 | Joseph Chipolina | 2013-     | 2    | 61         | 0,03                |